# Adhemarius rostralis
Adhemarius rostralis är en fjärilsart som beskrevs av Felder sensu Boisduval 1870. Adhemarius rostralis ingår i släktet Adhemarius och familjen svärmare. Inga underarter finns listade i Catalogue of Life.